# Kim Young-kwang (Fußballspieler, 1987)
Kim Young-kwang (kor. 김영광; * 20. Juni 1987) ist ein ehemaliger südkoreanischer Fußballspieler.

## Karriere
Kim Young-kwang stand bis Ende 2010 beim Suwon City FC im südkoreanischen Suwon unter Vertrag. Der Verein spielte in der zweithöchsten Liga des Landes, der Korea National League. 2011 wechselte er nach Singapur. Hier schloss er sich Balestier Khalsa an. Der Verein spielte in der ersten Liga, der S. League. Für den Verein stand er 33-mal in der ersten Liga auf dem Spielfeld. Der thailändische Erstligist BBCU FC aus der Hauptstadt Bangkok nahm ihn die Saison 2012 unter Vertrag. Mit BBCU spielte er in der Thai Premier League. Nach einem Jahr zog es ihn nach Indonesien. Hier schloss er sich dem Erstligisten Persiba Balikpapan aus Balikpapan an. Wo er von 2014 bis 2016 gespielt hat, ist unbekannt. 2017 spielte er wieder in Thailand beim Lamphun Warrior FC. Mit dem Verein aus Lamphun spielte er in der dritten Liga, der Thai League 3, in der Upper Region. 
Am 1. Oktober 2017 beendete er seine Karriere als Fußballspieler.